# Biston (bướm đêm)
Biston là một chi bướm lớn, cánh dài thuộc họ Geometridae. Đại diện đáng chú ý nhất của chi này là bướm tiêu.

## Các loài
- Biston achyra Wehrli, 1936
- Biston albapicata
- Biston albescens
- Biston albicollis
- Biston alexandrina
- Biston approximata
- Biston atra
- Biston benesignata
- Biston bengaliaria (Guenée, 1857)
- Biston berus
- Biston betularia (Linnaeus, 1758)
- Biston betularius (Linnaeus, 1758)
- Biston bloeckeri
- Biston breigneti
- Biston brevipennata
- Biston brunnea
- Biston brunneotegulae
- Biston bura (Warren, 1894)
- Biston carbonaria
- Biston centrisignata
- Biston cognataria
- Biston comita
- Biston comitata
- Biston concinna
- Biston conjunctarius
- Biston contrasta
- Biston coreae
- Biston coreibia
- Biston cotangens
- Biston crassestrigata
- Biston decoloraria
- Biston destrigata
- Biston dorinda
- Biston doubledayaria
- Biston emarginaria
- Biston engonia
- Biston erilda
- Biston exotica
- Biston extrema
- Biston falcata (Warren, 1893)
- Biston fasciaria
- Biston fasciata
- Biston fortitaria
- Biston fragilis
- Biston fumosaria
- Biston funebraria
- Biston giganteus Inoue
- Biston griscaria
- Biston griseata
- Biston hasegawai
- Biston herefordi
- Biston huberaria
- Biston hypoleucus Kuznetsov, 1901
- Biston inouei Holloway, 1993
- Biston insularis (Warren, 1894)
- Biston intermedia
- Biston jesoensis
- Biston jezoensis
- Biston kiangsua
- Biston laeta
- Biston latefasciata
- Biston limbojuncta
- Biston lomasaria
- Biston marginata
- Biston marmoraria
- Biston marmorata
- Biston melacron
- Biston melanaria
- Biston meridionalis
- Biston mesle
- Biston morleyi
- Biston multidentata (Guedet, 1941)
- Biston nepalensis
- Biston nigra
- Biston nigricans
- Biston nigricosta
- Biston nigromarginata
- Biston obsoleta
- Biston ochrearia
- Biston octodurensis
- Biston parva
- Biston parvula
- Biston pelidna Prout
- Biston permutaria
- Biston pgraecum
- Biston porphyria
- Biston prodromaria
- Biston prodromarius
- Biston prophaeos
- Biston pustulata (Warren, 1896)
- Biston quercii
- Biston regalis (Moore, 1888)
- Biston robiniaria
- Biston robustum Butler, 1879
- Biston ryukyuense
- Biston satura
- Biston semivirgata
- Biston sinitibetica
- Biston sinuata
- Biston soffneri
- Biston strataria (Hufnagel, 1767)
- Biston stratarius
- Biston striaria
- Biston subflavus
- Biston subregalis Inoue
- Biston subrobustum
- Biston suffusa
- Biston suppressaria (Guenée, 1857)
- Biston svejbekia
- Biston swettaria
- Biston takeuchii
- Biston terraruis
- Biston thoracicaria
- Biston thoracicarius (Oberthür, 1884)
- Biston tianschanicus Wehrli, 1940
- Biston tienschana
- Biston tortuosa
- Biston ulmaria
- Biston umbrata
- Biston variegata
- Biston vernalis
- Biston vlachi

## Hình ảnh

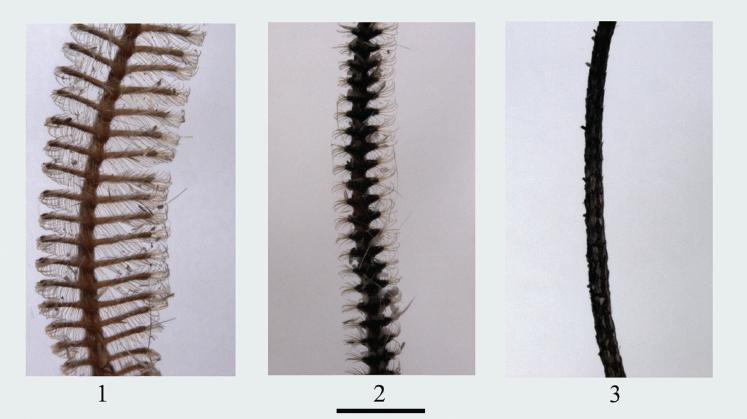
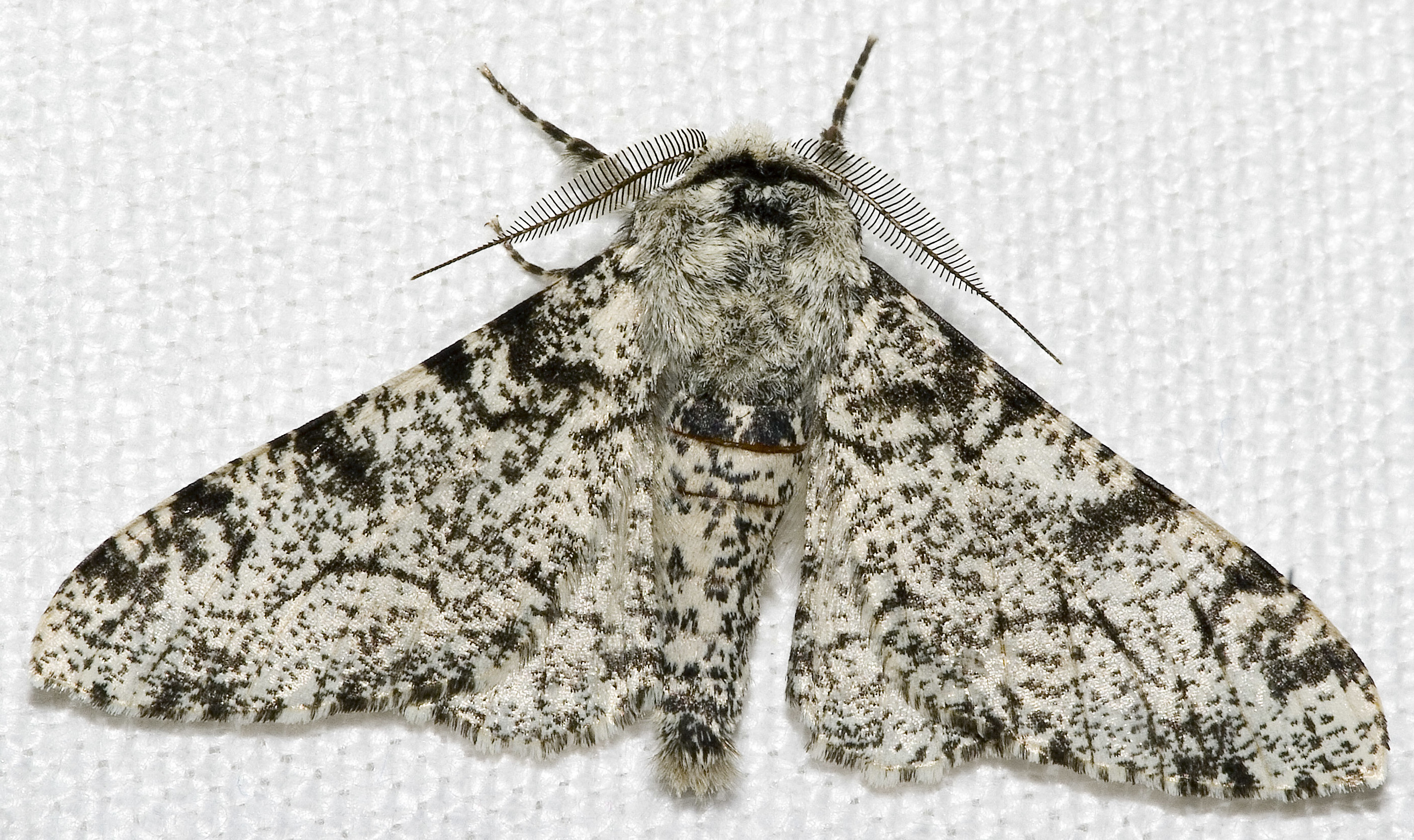
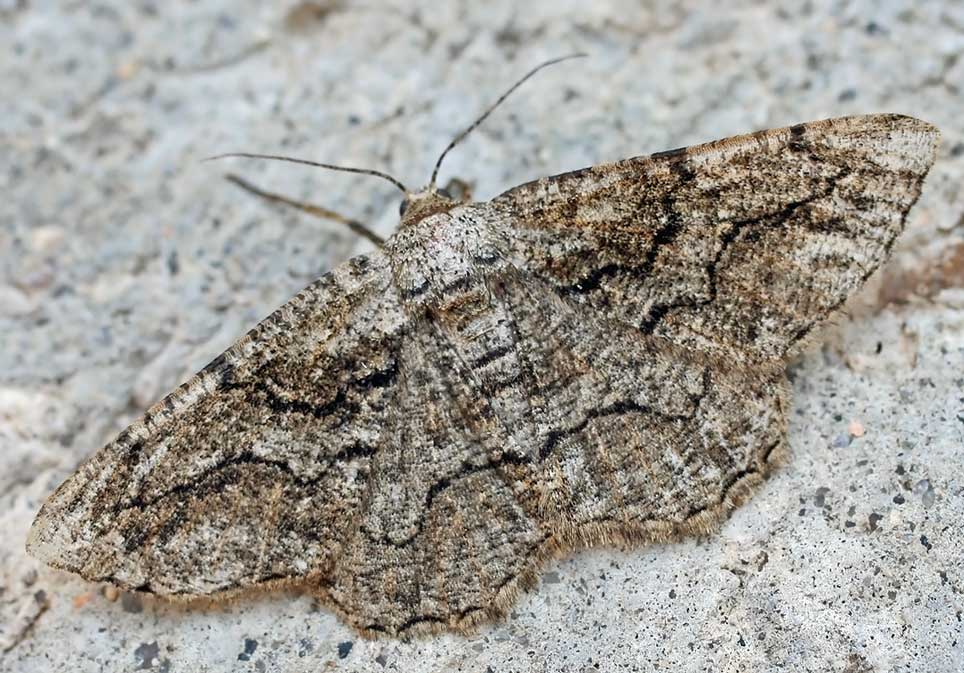